# Forever (canción de Alekseev)
«Forever» (español: "Para Siempre") es una canción en inglés interpretada por el cantante ucraniano Alekseev. Está compuesta totalmente por Evhen Matyushenko y representó a Bielorrusia en el Festival de la Canción de Eurovisión 2018 en Lisboa, Portugal.